# UHV Skorpion Emmental
Der UHV Skorpion Emmental ist ein Schweizer Unihockeyverein aus dem Emmental, dessen erste Mannschaft in der Nationalliga A spielt. Der Verein wurde 2003 durch die Unihockeyvereine UHC Bowil, UHT Eggiwil und UHT Schüpbach gegründet und verfügt ausschliesslich über Damenteams. Weitere Ergänzungen ergaben sich durch die Übernahme der Frauensektionen vom UHT Uetigen Ende Saison 2009/10 und des UHC Grünenmatt in der Saison 2010/11.

## Teams
- Damen NLA
- Damen 1. Liga
- Damen 2. Liga Kleinfeld
- Juniorinnen U21 A
- Juniorinnen U17
- Juniorinnen C
- Juniorinnen D

## Kader 2024/25
| Nr. | Name         | Vorname       | Position     |
| --- | ------------ | ------------- | ------------ |
| 73  | Holle        | Firdaus Sarah | Tor          |
| 1   | Töndury      | Ladina        | Tor          |
| 6   | Gerber       | Angela        | Verteidigung |
| 7   | Badertscher  | Livia         | Verteidigung |
| 8   | Liechti      | Lisa          | Verteidigung |
| 13  | Schüpbach    | Flavia        | Verteidigung |
| 17  | Rindisbacher | Julia         | Verteidigung |
| 24  | Zimmermann   | Ramona        | Verteidigung |
| 72  | Schlüchter   | Jolanda       | Verteidigung |
| 88  | Stettler     | Karin         | Verteidigung |
| 4   | Baumgartner  | Lena          | Sturm        |
| 5   | Brechbühl    | Sonia         | Sturm        |
| 9   | Grundbacher  | Corinna       | Sturm        |
| 10  | Reinhard     | Nadia         | Sturm        |
| 11  | Beer         | Daniela       | Sturm        |
| 12  | Berger       | Doris         | Sturm        |
| 14  | Beer         | Karin         | Sturm        |
| 15  | Arm          | Fabienne      | Sturm        |
| 16  | Buri         | Corinne       | Sturm        |
| 19  | Gurtner      | Esther        | Sturm        |
| 20  | Kuratli      | Flavia        | Sturm        |
| 21  | Walther      | Fabienne      | Sturm        |
| 23  | Buri         | Michelle      | Sturm        |
| 25  | Krähenbühl   | Nadine        | Sturm        |

## Trainer und Betreuer
| Name       | Vorname   | Funktion          |
| ---------- | --------- | ----------------- |
| Beer       | Thomas    | Trainer           |
| Nussbaum   | Bernhard  | Trainer           |
| Zimmermann | Christine | Trainerin         |
| Blaser     | Stefanie  | Torhütertrainerin |
| Berr       | Hanspeter | Taktik/Analyse    |
| Kneubühler | Stephan   | Physio            |
| Schär      | Verena    | Physi             |

Stand: 13. Januar 2017